# Volkswagen Passat B8
La huitième génération de la Volkswagen Passat, la B8, est sortie fin 2014 après sa présentation au Salon de Genève 2014. Existant en berline ou en break, elle entre en concurrence avec la Citroën C5, la Ford Mondeo, la Peugeot 508, la Renault Talisman ou la Skoda Superb.
Dirigée par le nouveau chef du design Walter de Silva et l'acquisition par VW du carrossier Bertone, la Passat 2015 a remporté le Trophée européen de la voiture de l'année 2015,.

## Phase 2
En 2019, la Passat VIII est restylée : la calandre et les boucliers sont redessinés, les optiques adoptent des faisceaux lumineux de technologie Matrix LED. Les feux arrière reçoivent un nouveau système à « effet 3D ». Le monogramme "Passat" apparaît centré sur la malle de coffre en dessous du logo.
L'offre moteur évolue légèrement avec l'arrivée en diesel d'un 4 cylindres 2 litres TDI « Evo » de 150 chevaux qui officie aux côtés des moteurs TDI 1,6 litre 120 ch et 2 litres TDI 190 ou 240 ch, tandis qu'en essence ce sont les 4 cylindres 1,5 litre TSI 150 ch et 2 litres 190 ou 272 ch qui prennent place.
Au mois de janvier 2022, Volkswagen arrête la commercialisation de la version berline de la Passat en Europe, où elle se vendait deux fois moins que le break.

## Motorisations
| Données constructeur juillet 2019                    | 1.5 TSI 150         | 2.0 TSI 190         | 1.6 TDI 120        | 2.0 TDI 150        | 2.0 TDI 150        | 2.0 TDI 190 ch     | 2.0 TDI 190 ch      |      |
| ---------------------------------------------------- | ------------------- | ------------------- | ------------------ | ------------------ | ------------------ | ------------------ | ------------------- | ---- |
| Moteur                                               | 4-cylindres essence | 4-cylindres essence | 4-cylindres diesel | 4-cylindres diesel | 4-cylindres diesel | 4-cylindres diesel | 4-cylindres diesel  |      |
| Admission                                            | Turbocompressé      | Turbocompressé      | Turbocompressé     | Turbocompressé     | Turbocompressé     | Turbocompressé     | Turbocompressé      |      |
| Cylindrée (cm3)                                      | 1498                |                     | 1 598              | 1 968              | 1 968              | 1 968              | 1 968               |      |
| Puissance maximale ch (kW)                           | 150                 | 190                 | 120                | 150                | 150                | 190                | 190                 |      |
| au régime de (tr/min)                                |                     |                     | 3 500 à 4 000      | 3 500 à 4 000      | 3 500 à 4 000      | 3 500 à 4 000      | 3 500 à 4 000       |      |
| Couple maximal (N m)                                 |                     |                     | 250                | 340                | 340                | 400                | 400                 |      |
| au régime de (tr/min)                                |                     |                     | 1 500 à 3 250      | 1 750 à 3 000      | 1 750 à 3 000      | 1 900 à 3 300      | 1 750 à 3 000       |      |
| Boîte de vitesses                                    | BMV6                | DSG7                | DSG7               | DSG7               | BMV6               | DSG7               | DSG7                | DSG7 |
| Transmission                                         | Traction            | Traction            | Traction           | Traction           | Traction           | Traction           | Intégrale (4Motion) |      |
| Vitesse maxi (en km/h)                               |                     |                     | 206                | 220                | 218                | 229                | 224                 |      |
| 0-100 km/h (en s)                                    |                     |                     | 7,3                | 6,3                | 6,3                | 5,8                | 5,4                 |      |
| Consommation (en L/100 km) urbain/extra-urbain/mixte |                     |                     | 4,6/3,7/4,0        | 5,0/3,6/4,1        | 5,1/3,7/4,2        | 5,3/4,0/4,5        | 6,0/4,6/5,1         |      |
| Émissions de CO2 (en g/km)                           |                     |                     | 106                | 108                | 111                | 118                | 134                 |      |
| Capacité du réservoir (en L)                         |                     |                     |                    |                    |                    |                    |                     |      |
| Masse à vide (kg)                                    |                     |                     | 1 405              | 1 420              | 1 469              | 1 472              | 1 562               |      |
| Norme environnementale                               | Euro 6d Temp        | Euro 6d Temp        | Euro 6d Temp       | Euro 6d Temp       | Euro 6d Temp       | Euro 6d Temp       | Euro 6d Temp        |      |

## Finitions
- Pour les particuliers : BlueMotion, Trendline, Confortline, Carat, R-Line, Carat Edition, Connect. Lors de la phase 2, les finitions Confortline et Carat sont remplacées par les dénominations Lounge et Élégance.
- Pour les professionnels (Business) : BlueMotion, Confortline.

## Autres Variantes

### GTE
En 2015, la Passat est déclinée en version hybride rechargeable sous le nom de GTE, déjà inaugurée sur la Golf.
La Passat GTE utilise un moteur hybride rechargeable qui est comparable à celui de la VW Golf GTE. Extérieurement, la Passat GTE ne diffère que légèrement des modèles Passat qui utilisent des moteurs à combustion: changement du lettrage à l'arrière, des garnitures à l'avant et des feux de jour en forme de C. Le connecteur pour le câble de charge se trouve à l'avant, mais celui-ci, contrairement au Golf GTE, n'est pas derrière le logo central de la marque, mais derrière un autre volet de la calandre du côté conducteur.
La Passat GTE, qui n'était plus commercialisée depuis le printemps 2018, est de nouveau proposée avec une batterie de 13 kWh (au lieu de 9,9 kWh), avec toujours le même 4 cylindres essence de 1.4 TSI de 156 ch essence accouplé à l'électro-moteur de 115 ch pour une puissance cumulée de 218 ch, et une autonomie augmentée à 70 km en mode électrique pour la berline.
|                                                                                      | Motorisation GTE 1.4 TSi PHEV 218    | Motorisation GTE 1.4 TSi PHEV 218    |
| ------------------------------------------------------------------------------------ | ------------------------------------ | ------------------------------------ |
| Production                                                                           | 10/2015–05/2018                      | depuis 09/2019                       |
| Code Moteur                                                                          | CUK/CUKB/CUKC                        |                                      |
| Famille Moteur                                                                       | VW EA211                             | VW EA211                             |
| Type Moteur                                                                          | Hybride rechargeable                 | Hybride rechargeable                 |
| Nb Cylindres/Soupapes                                                                | 4/16                                 | 4/16                                 |
| Cylindrée                                                                            | 1 395 cm3                            | 1 395 cm3                            |
| Puissance max. (Moteur à combustion)                                                 | 115 kW (156 ch) à 5 000–6 000 tr/min | 115 kW (156 ch) à 5 000–6 000 tr/min |
| Puissance max. (Moteur électrique)                                                   | 85 kW (115 ch) à 2 500 tr/min        | 85 kW (115 ch) à 2 500 tr/min        |
| Puissance max. (Moteurs couplés)                                                     | 160 kW (218 ch)                      | 160 kW (218 ch)                      |
| Couple max. (Moteur à combustion)                                                    | 250 N m à 1 500–3 500 tr/min         | 250 N m à 1 550–3 500 tr/min         |
| Couple max. (Moteur électrique)                                                      | 330 N m                              | 330 N m                              |
| Couple max. (Moteurs couplés)                                                        | 400 N m                              | 400 N m                              |
| Boite de vitesses standard                                                           | DSG 6-vitesses (DQ400e)              | DSG 6-vitesses (DQ400e)              |
| Accélération, 0–100 km/h                                                             | 7,4 s [7,6 s]                        | 7,4 s [7,6 s]                        |
| Vitesse max.                                                                         | 225 km/h                             | 222 km/h                             |
| Poids à vide                                                                         | 1 722 kg                             | 1 730 [1 760] kg                     |
| consommation de carburant pour 100 km, mixte                                         | 1,7 l Super E98                      | 1,4–1,5 [1,6] l Super E98            |
| Capacité de la batterie                                                              | 9,9 kWh                              | 13,0 kWh                             |
| Autonomie électrique                                                                 | jusqu'à 50 km                        | jusqu'à 70 [66] km                   |
| Temps de charge: Charge AC 2,3 kW 100 % (Schuko) Charge AC 3,6 kW 100 % (AC-Wallbox) | 4 h 15 min 2 h 30 min                | 5 h 3 h 33 min                       |

- Les valeurs entre crochets représentent le modèle Variant (break).

## NMS
Volkswagen dévoile au Salon de Détroit 2019 la seconde génération de Passat NMS pour l'Amérique du Nord et la Chine. Elle sera lancée fin 2019.